# قلعه ارشق
قلعه ارشق مربوط به دوره سلجوقیان - دوره ایلخانی است و در شهرستان مشگین‌شهر، بخش مرکزی، روستای توبنق واقع شده و این اثر در تاریخ ۱۰ خرداد ۱۳۸۲ با شمارهٔ ثبت ۸۸۹۳ به‌عنوان یکی از آثار ملی ایران به ثبت رسیده‌است.

## معماری قلعه
معماری قلعه ارشق بر روی صخره طبیعی و دامنه‌های اطراف آن می‌باشد. دیواره قلعه، صخره خطرناک عمودی شکل طبیعی بوده، گویا بدست بشر صخره‌ها پیرایش یافته‌اند علت پیدایش این صخره‌های عمیق در منطقه فوران کوه آتشفشانی سبلان و فرسایش طبیعی بوده‌است. صعود به قلعه فقط از ضلع جنوب شرقی آن امکان‌پذیر می‌باشد و این قلعه از نظر پلان معماری شباهت زیادی به معماری قلعه قهقه و قلعه بابک دارد. دارای چندین برج مدور در دور قلعه با مصالحی از سنگ‌تراش خورده و سارج بوده، تنها قسمتی از این معماری باقی مانده، و در قسمت فوقانی قلعه خرابه‌هایی از بناهای سنگ و آب‌انبارهای سنگی که توسط انسانهای دوره تاریخی کنده و ساخته شده، شکوه و عظمت زیبایی قلعه می‌باشد به چشم می‌خورد. معماری قلعه ارشق با گذشت زمان در اثر عوامل طبیعی و انسانی تخریب شده و میراث فرهنگی در صدد بررسی مطالعات باستان‌شناسی و حفظ و احیاء آن می‌باشد. با توجه به نوع معماری مواد فرهنگی موجود در قلعه، می‌توان استناد نمود که بنیان اولیه این قلعه به اوایل دوره اشکانیان بر می‌گردد، و در دورانهای مختلف اسلامی و تاریخی از جمله دوره ساسانی، سلجوقی و ایلخانی، با توجه به آثار باقی‌مانده از آن‌ها به عنوان قلعه نظامی و دفاعی در مقابله با هجوم بیگانگان چندین قرن استفاده شده‌است.

## موقعیت قلعه
این قلعه در شمال غرب مشکین شهر در دهستان «دشت» بخش مرکزی واقع شده‌است؛ که از شمال به کوه آلاچیق تپه‌سی، از جنوب به روستای توبنق، از شرق به کوه کُوهیللی (به فاصله تقریباً پنج کیلومتر) و از غرب نیز به روستای دوست بیگلو محدود است. این قلعه در زمان اشکانیان به دلایل نظامی و تدافعی و جهت حمله به سرزمین امپراطوری روم از جمله ارمنستان بر روی صخره‌های کوهستان با استفاده از امکانات موجود طبیعی که در اطراف قلعه در داخل دره‌ها و تپه ماهورها به وفور یافت می‌شود احداث گردیده است. سفالینه‌های کشف شده از این قلعه که به رنگهای مختلف می‌باشند نشانگر ظرافت کار هنرمندان گذشته این دیار است. از این قلعه سفالینه‌های نقش‌دار دوره اسلامی نیز کشف شده‌است که نشان دهنده تداوم زندگی در این منطقه در طول قرنهای متوالی است در قسمت سراشیبی شمال شرقی قلعه ارشق آجرهای قرمز رنگی به ابعاد ۲۵ * ۲۵ سانتیمتر وجود دارد که حکایت از رونق و شکوفائی قلعه در زمان ساسانیان است. زیرا بکارگیری آجر در ساختمان قلعه از زمان ساسانیان متداول شده‌است.
درقسمت شرق قلعه در وسط دیوارها، جای دری به عرض ۱۲۰ سانتی‌متر وجود دارد که احتمالاً جای در ورودی به داخل قلعه می‌باشد و باز در قسمت ورودی شرق قلعه یک برجک نیمه استوانه‌ای از سنگ‌های لاشه‌ای بر روی صخره سنگی که ۱۵ ردیف از سنگ‌های آن در حال حاضر باقی است با ملات ساروج درست شده‌است. در محوطه شرق قلعه جای یک کوره آتشدان وجود دارد که از تپه‌های اطراف قلعه، سنگ گچ آبدار (ژیپس) را که به وفور یافت می‌شود به این مکان می‌آوردند و به گچ تبدیل می‌کردند. زیرا به وسیلهٔ حرارت در این کوره، ژیپسها شکل متبلور خود را از دست می‌دادند و به گچ تبدیل می‌شدند. البته غیر از این در اطراف قلعه سیمانهای طبیعی از جمله لیمونیت و هماتیت و غیره که در رنگ‌آمیزی مصنوعات بشری کاربرد دارند به وفور یافت می‌شوند.
برای رسیدن به بالای قلعه ارشق باید از راه بزرو از روی صخره‌های خطرناک عبور کرد و خود را به بالای قلعه رساند. در بالای قلعه در سمت شرق آن پی بنایی از آجر دیده می‌شود که به احتمال زیاد جایگاه و اطاقک دیده بانی یا ساخلوی قلعه بوده‌است. در قسمت غربی بالای صخره حدود هفت متر به طرف پائین نزدیک پرتگاه آب‌انبار بسیار جالبی به ابعاد ۵* ۳ متر از سنگ‌های لاشه‌ای مکعبی شکل احداث کرده‌اند که بر روی این سنگ‌ها دو لایه موازی آجرهای قرمز رنگی را به صورت دیواره‌های دو جداره با ملات ساروج چسبانده‌اند که مانع نفوذ آب به داخل دیواره‌ها و صخره‌ها بشود.